# Toros de Balones
Los toros de Balones o bichas de Balones (en valenciano bitxa de Balones) son dos esculturas ibéricas halladas en Balones (Alicante, España)
Los toros en la cultura ibérica frecuentemente en relación con las necrópolis y, concretamente en el área de la Contestania, también suelen estar en las cercanías de manantiales o ríos. Los toros de Balones se hallaron en la partida de Pitxòcol, en el pequeño valle de Seta.
Las esculturas se conservan en estado fragmentario. Una carece de la cabeza y de las patas, mientras que la otra únicamente conserva los cuartos traseros. Su datación y atribución es segura, entre otros motivos, porque junto a ellas se encontró cerámica campaniense importada junto a cerámica ibérica. Asimismo, también se halló un relieve que muestra a una divinidad domadora de caballos. Los toros de Balones se encuentran expuestos en el Museo de Prehistoria de Valencia.